# Onthophagus ruficauda
Onthophagus ruficauda là một loài bọ cánh cứng trong họ Bọ hung (Scarabaeidae).